# Central Chambers
Die Central Chambers (französisch Édifice Central) sind ein denkmalgeschütztes Gebäude in der kanadischen Stadt Ottawa.
Das Geschäftshaus am Confederation Square wurde 1890 bis 1891 im Queen-Anne-Revival-Stil erbaut. Es vereint neobarocke mit klassizistischen Elementen und ist seit 1990 als nationale historische Stätte klassifiziert. Eigentümer ist seit 2011 der Real-Estate-Investment-Trust Allied. Hauptmieter ist die National Capital Commission.

## Lage und Beschreibung
Das Haus mit der Adresse 40–46 Elgin Street steht an der Ecke zur Queen Street im Stadtteil Centretown, eine der Fronten ist dem Confederation Square zugewandt. Central Chambers ist mit dem ebenfalls denkmalgeschützten Gebäude Scottish Ontario Chambers durch das Hochhaus The Chambers verbunden.
Das sechsgeschossige Gebäude ist aus rotem Ziegel gemauert. Die unteren zwei Geschosse sind als Arkadenbögen gestaltet. Darüber besitzt das Gebäude drei Reihen von blauen Erkerfenstern und darüber eine Reihe palladinistische Fenster.